# Camp de Noyon
Le camp de Noyon est un ancien camp militaire français situé à Noyon dans l'Oise.
De 1962 à 1977 il a hébergé le 16e régiment de dragons. Jusqu'en 1997 ce camp abritait le 8e régiment d'infanterie et jusqu'au 1er juillet 2010, le Régiment de marche du Tchad ; le quartier Berniquet a une superficie de 48 hectares ; le terrain de manœuvre s'étend sur 185 hectares. 
Le 7 juillet 2011, le quartier Berniquet, situé sur les communes de Noyon et Genvry, est cédé à l’euro symbolique à la communauté de communes du Pays Noyonnais. L'intercommunalité y crée le campus économique Inovia qui a pour objectif d’accueillir de petites entreprises dans les anciens bâtiments de la caserne militaire.